# Bistum Caserta
Das Bistum Caserta (lat.: Dioecesis Casertana, ital.: Diocesi di Caserta) ist eine in Italien gelegene römisch-katholische Diözese mit Sitz in Caserta.

## Geschichte
Das Bistum Caserta wurde im 12. Jahrhundert errichtet. Am 30. April 1979 wurde das Bistum Caserta dem Erzbistum Neapel als Suffraganbistum unterstellt.
Am 11. Dezember 2023 verfügte Papst Franziskus die Vereinigung des Bistums Caserta in persona episcopi mit dem Erzbistum Capua. Bischof der so vereinigten Bistümer wurde der bisherige Bischof von Caserta, Pietro Lagnese.

## Einzelnachweise

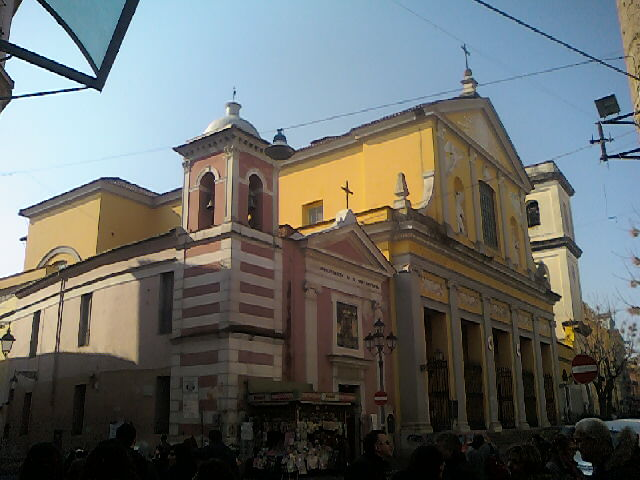
Kathedrale von Caserta